# Alfabet luksemburski
Alfabet luksemburski – alfabet oparty na alfabecie łacińskim, służący do zapisu języka luksemburskiego. Składa się z następujących liter:
A, B, C, D, E, F, G, H, I, J, K, L, M, N, O, P, Q, R, S, T, U, V, W, X, Y, Z, Ä, Ë, É, Ü.
Litery C, Q, X oraz Y pojawiają się w wyrazach obcego pochodzenia. 